# سفارة إسبانيا لدى السعودية
سفارة إسبانيا لدى السعودية هي الممثلية الدبلوماسية العليا لدولة إسبانيا لدى المملكة العربية السعودية. تقع السفارة في حي السفارات في الرياض.